# Mistrovství Evropy ve vzpírání 2011
90. mužské a 24. ženské mistrovství Evropy ve vzpírání se konalo od 11. do 17. dubna 2011 v ruské Kazani. Soutěže probíhaly v hale Basket-choll (Баскет-холл) místního košíkářského klubu UNIKS Kazaň (УНИКС). Na území Ruska se mistrovství Evropy konalo opět po 28 letech, naposledy evropský vzpěračský šampionát hostila Moskva v roce 1983.
Nejlepší výkony mistrovství zaznamenali ruští vzpěrači Chadžimurat Akkajev (464,54 Sincl.) a Taťana Kaširina z Ruska (346,55 Sincl.). Rusko se kromě toho stalo nejúspěšnější výpravou za všech: získalo nejvíce cenných kovů a zvítězilo i v obou klasifikacích družstev. 
Česká republika vybojovala na kontinentálním mistrovství zásluhou Jiřího Orsága 2 medaile. V kategorii nad 105 kg se výkonem 226 kg stal mistrem Evropy v nadhozu a se součtem 410 kg také vicemistrem Evropy ve dvojboji (430,61 Sincl.). Pro Českou republiku to znamenalo první zisk medailí z mistrovství Evropy po 11 letech.
Česko dále reprezentovali: Petr Petrov (do 62 kg; 11. místo), Jiří Gasior (do 85 kg; 13. místo), Libor Wälzer, Tomáš Matykiewicz (oba do 105 kg; 15., resp. 16. místo), Petr Hejda (nad 105 kg; nebyl v dvojboji klasifikován) a Pavla Kladivová (do 69 kg; 10. místo).
Na šampionátu bylo zjištěno 7 dopingových případů. Mezi pozitivně testovanými atlety byli dvojnásobný evropský šampión v kategorii nad 105 kilogramů Rus Dmitrij Lapikov a několik dalších medailistů: Rumun Alexandru Roşu, reprezentant Izraele Anatolij Mošik, Armén Gevorik Porosjan a jeho krajanka Elen Grigorjan.

## Přehled medailistů

### Muži
| Kategorie |         | Zlato               | Zlato  | Stříbro               | Stříbro | Bronz                 | Bronz  |
| – 56 kg   | Trh     | Gökhan Kılıç        | 118 kg | Stanislau Čadovič     | 118 kg  | Ghenadie Dudoglo      | 115 kg |
| – 56 kg   | Nadhoz  | Oleg Sîrghi         | 150 kg | Florin Ionuț Croitoru | 141 kg  | Smbat Margarjan       | 140 kg |
| – 56 kg   | Dvojboj | Oleg Sîrghi         | 262 kg | Gökhan Kılıç          | 256 kg  | Florin Ionuț Croitoru | 256 kg |
| – 62 kg   | Trh     | Bünyamin Sezer      | 140 kg | Victor Antoniu Buci   | 134 kg  | Damian Wiśniewski     | 130 kg |
| – 62 kg   | Nadhoz  | Marius Gîscan       | 162 kg | Hurşit Atak           | 161 kg  | Bünyamin Sezer        | 158 kg |
| – 62 kg   | Dvojboj | Bünyamin Sezer      | 298 kg | Victor Antoniu Buci   | 290 kg  | Hurşit Atak           | 289 kg |
| – 69 kg   | Trh     | Mete Binay          | 154 kg | Răzvan Martin         | 150 kg  | Vladislav Lukanin     | 146 kg |
| – 69 kg   | Nadhoz  | Vladislav Lukanin   | 186 kg | Răzvan Martin         | 181 kg  | Daniel Godelli        | 176 kg |
| – 69 kg   | Dvojboj | Vladislav Lukanin   | 332 kg | Răzvan Martin         | 331 kg  | Daniel Godelli        | 321 kg |
| – 77 kg   | Trh     | Arajik Mirzojan     | 160 kg | Erkand Qerimaj        | 157 kg  | Semih Yağcı           | 155 kg |
| – 77 kg   | Nadhoz  | Semih Yağcı         | 192 kg | Arajik Mirzojan       | 187 kg  | Richard Tkáč          | 183 kg |
| – 77 kg   | Dvojboj | Semih Yağcı         | 347 kg | Arajik Mirzojan       | 347 kg  | Richard Tkáč          | 335 kg |
| – 85 kg   | Trh     | Apti Auchadov       | 173 kg | Alexej Jufkin         | 170 kg  | Edgar Gevorgjan       | 165 kg |
| – 85 kg   | Nadhoz  | Alexej Jufkin       | 215 kg | Apti Auchadov         | 212 kg  | Benjamin Hennequin    | 208 kg |
| – 85 kg   | Dvojboj | Alexej Jufkin       | 385 kg | Apti Auchadov         | 385 kg  | Benjamin Hennequin    | 373 kg |
| – 94 kg   | Trh     | Aurimas Didžbalis   | 177 kg | Anatolie Cîrîcu       | 173 kg  | Andrej Děmanov        | 171 kg |
| – 94 kg   | Nadhoz  | Andrej Děmanov      | 220 kg | Anatolie Cîrîcu       | 217 kg  | Aurimas Didžbalis     | 205 kg |
| – 94 kg   | Dvojboj | Andrej Děmanov      | 391 kg | Anatolie Cîrîcu       | 390 kg  | Aurimas Didžbalis     | 382 kg |
| – 105 kg  | Trh     | Chadžimurat Akkajev | 195 kg | Gia Mačavariani       | 183 kg  | Michail Audzejeu      | 181 kg |
| – 105 kg  | Nadhoz  | Chadžimurat Akkajev | 230 kg | Gia Mačavariani       | 217 kg  | Oleksij Torochtij     | 215 kg |
| – 105 kg  | Dvojboj | Chadžimurat Akkajev | 425 kg | Gia Mačavariani       | 400 kg  | Bartłomiej Bonk       | 394 kg |
| + 105 kg  | Trh     | Ihor Šymečko        | 195 kg | Irakli Turmanidze     | 188 kg  | Jauhen Žarnasek       | 187 kg |
| + 105 kg  | Nadhoz  | Jiří Orság          | 226 kg | Bünyamin Sudaş        | 225 kg  | Jauhen Žarnasek       | 223 kg |
| + 105 kg  | Dvojboj | Ihor Šymečko        | 412 kg | Jiří Orság            | 410 kg  | Jauhen Žarnasek       | 410 kg |

### Ženy
| Kategorie |         | Zlato               | Zlato  | Stříbro               | Stříbro | Bronz                 | Bronz  |
| – 48 kg   | Trh     | Nurcan Taylan       | 90 kg  | Genny Pagliaro        | 82 kg   | Nurdan Karagöz        | 80 kg  |
| – 48 kg   | Nadhoz  | Nurcan Taylan       | 105 kg | Nurdan Karagöz        | 100 kg  | Genny Pagliaro        | 98 kg  |
| – 48 kg   | Dvojboj | Nurcan Taylan       | 195 kg | Nurdan Karagöz        | 180 kg  | Genny Pagliaro        | 180 kg |
| – 53 kg   | Trh     | Aylin Daşdelen      | 90 kg  | Julia Rohde           | 83 kg   | Marija Vidlyvana      | 83 kg  |
| – 53 kg   | Nadhoz  | Aylin Daşdelen      | 112 kg | Ayşegül Çoban         | 105 kg  | Julia Rohde           | 104 kg |
| – 53 kg   | Dvojboj | Aylin Daşdelen      | 202 kg | Julia Rohde           | 187 kg  | Ayşegül Çoban         | 180 kg |
| – 58 kg   | Trh     | Nastassja Novikava  | 100 kg | Julija Paratova       | 92 kg   | Julija Derkač         | 88 kg  |
| – 58 kg   | Nadhoz  | Nastassja Novikava  | 125 kg | Aleksandra Klejnowska | 110 kg  | Julija Paratova       | 108 kg |
| – 58 kg   | Dvojboj | Nastassja Novikava  | 225 kg | Julija Paratova       | 200 kg  | Aleksandra Klejnowska | 196 kg |
| – 63 kg   | Trh     | Svetlana Carukajeva | 112 kg | Sibel Şimşek          | 108 kg  | Marina Šajnova        | 104 kg |
| – 63 kg   | Nadhoz  | Marina Šajnova      | 141 kg | Svetlana Carukajeva   | 133 kg  | Sibel Şimşek          | 130 kg |
| – 63 kg   | Dvojboj | Marina Šajnova      | 245 kg | Svetlana Carukajeva   | 245 kg  | Sibel Şimşek          | 238 kg |
| – 69 kg   | Trh     | Oxana Slivenko      | 120 kg | Taťana Matvejeva      | 110 kg  | Eszter Krutzler       | 104 kg |
| – 69 kg   | Nadhoz  | Oxana Slivenko      | 145 kg | Taťana Matvejeva      | 141 kg  | Eszter Krutzler       | 127 kg |
| – 69 kg   | Dvojboj | Oxana Slivenko      | 265 kg | Taťana Matvejeva      | 251 kg  | Eszter Krutzler       | 231 kg |
| – 75 kg   | Trh     | Natalja Zabolotnaja | 133 kg | Naděžda Jevsťuchina   | 130 kg  | Lidia Valentínová     | 122 kg |
| – 75 kg   | Nadhoz  | Naděžda Jevsťuchina | 162 kg | Natalja Zabolotnaja   | 153 kg  | Lidia Valentínová     | 142 kg |
| – 75 kg   | Dvojboj | Naděžda Jevsťuchina | 292 kg | Natalja Zabolotnaja   | 286 kg  | Lidia Valentínová     | 264 kg |
| + 75 kg   | Trh     | Taťana Kaširina     | 146 kg | Hripsime Churšudjan   | 114 kg  | Ümmühan Uçar          | 113 kg |
| + 75 kg   | Nadhoz  | Taťana Kaširina     | 181 kg | Hripsime Churšudjan   | 140 kg  | Ümmühan Uçar          | 136 kg |
| + 75 kg   | Dvojboj | Taťana Kaširina     | 327 kg | Hripsime Churšudjan   | 254 kg  | Ümmühan Uçar          | 249 kg |

## Nově stanovené rekordy
| Kategorie      | Rekord                                | Nový držitel        | Hodnota |
| -------------- | ------------------------------------- | ------------------- | ------- |
| Muži do 85 kg  | Evropský juniorský rekord v nadhozu   | Apti Auchadov       | 212 kg  |
| Muži do 85 kg  | Evropský juniorský rekord ve dvojboji | Apti Auchadov       | 385 kg  |
| Ženy do 75 kg  | Světový rekord v nadhozu              | Naděžda Jevsťuchina | 162 kg  |
| Ženy nad 75 kg | Světový rekord v trhu                 | Taťana Kaširina     | 146 kg  |
| Ženy nad 75 kg | Světový rekord ve dvojboji            | Taťana Kaširina     | 327 kg  |
| Ženy nad 75 kg | Světový juniorský rekord v trhu       | Taťana Kaširina     | 146 kg  |
| Ženy nad 75 kg | Světový juniorský rekord v nadhozu    | Taťana Kaširina     | 181 kg  |
| Ženy nad 75 kg | Světový juniorský rekord ve dvojboji  | Taťana Kaširina     | 327 kg  |
| Ženy nad 75 kg | Evropský rekord v nadhozu             | Taťana Kaširina     | 181 kg  |

## Medaile podle zúčastněných zemí
Pozn.: Pouze „velké“ dvojbojové medaile.
| Pořadí | Stát      | Zlato | Stříbro | Bronz |
| ------ | --------- | ----- | ------- | ----- |
| 1.     | Rusko     | 8     | 4       | -     |
| 2.     | Turecko   | 4     | 2       | 4     |
| T3     | Moldavsko | 1     | 1       | -     |
| T3     | Ukrajina  | 1     | 1       | -     |
| 5.     | Bělorusko | 1     | -       | 1     |
| 6.     | Rumunsko  | -     | 2       | 1     |
| 7.     | Arménie   | -     | 2       | -     |
| T8     | Česko     | -     | 1       | -     |
| T8     | Gruzie    | -     | 1       | -     |
| T8     | Německo   | -     | 1       | -     |
| 11.    | Polsko    | -     | -       | 2     |
| T12    | Albánie   | -     | -       | 1     |
| T12    | Francie   | -     | -       | 1     |
| T12    | Itálie    | -     | -       | 1     |
| T12    | Litva     | -     | -       | 1     |
| T12    | Maďarsko  | -     | -       | 1     |
| T12    | Slovensko | -     | -       | 1     |
| T12    | Španělsko | -     | -       | 1     |